# Unione Sportiva Catanzaro 1997-1998
Questa pagina raccoglie le informazioni riguardanti l'Unione Sportiva Catanzaro nelle competizioni ufficiali della stagione 1997-1998.

## Rosa
| N. |                   | Ruolo | Calciatore          |
| -- | ----------------- | ----- | ------------------- |
|    | Italia (bandiera) | A     | Raimondo Acampora   |
|    | Italia (bandiera) | D     | Fabrizio Anzalone   |
|    | Italia (bandiera) | D     | Nicola Ascoli       |
|    | Italia (bandiera) | D     | Giuseppe Babuscia   |
|    | Italia (bandiera) | D     | Fabio Battafarano   |
|    | Italia (bandiera) | P     | Marco Bizzarri      |
|    | Italia (bandiera) | C     | Giuliano Camporese  |
|    | Italia (bandiera) | D     | Alessandro Castagna |
|    | Italia (bandiera) | D     | Pietro De Sensi     |
|    | Italia (bandiera) | C     | Dino Di Julio       |
|    | Italia (bandiera) | A     | Luca Dosi           |
|    | Italia (bandiera) | D     | Francesco Esposito  |
|    | Italia (bandiera) |       | D. Fortino          |
|    | Italia (bandiera) | C     | Riccardo Illario    |

| N. |                   | Ruolo | Calciatore          |
| -- | ----------------- | ----- | ------------------- |
|    | Italia (bandiera) | C     | Andrea Iuliano      |
|    | Italia (bandiera) | A     | Francesco Libro     |
|    | Italia (bandiera) | C     | Alessandro Loreti   |
|    | Italia (bandiera) | D     | Nicola Losacco      |
|    | Italia (bandiera) | A     | Roberto Manca       |
|    | Italia (bandiera) | D     | Renato Mancini      |
|    | Italia (bandiera) | A     | Francesco Marra     |
|    | Italia (bandiera) | C     | Massimiliano Natale |
|    | Italia (bandiera) | P     | Vincenzo Nunziata   |
|    | Italia (bandiera) | C     | Mauro Picasso       |
|    | Italia (bandiera) | D     | Marcello Pizzimenti |
|    | Italia (bandiera) | A     | Andy Selva          |
|    | Italia (bandiera) | C     | Leonardo Vanzetto   |